# Pirkko Lindberg
Pirkko Anneli Lindberg, född 12 mars 1942 i Vesilax, är en finlandssvensk författare. 
Lindberg avlade humanistisk kandidatexamen 1967 och verkade under många år som journalist innan hon gjorde en succéartad romandebut med den vilt fantasifulla berättelsen Byte (1989), som belönades med J.H. Erkko-priset. Samhällskritik med mytiska och feministiska motiv går igen i romanerna Candida (1996), en skickligt utformad parafras på Voltaires Candide, och Berenikes hår (2000). 
Lindberg är även en personlig, men stundom i överkant utförlig, reseskildrare i jordenruntskildringen Tramp (1992) och söderhavsreportaget SOS Tuvalu (2004, finsk översättning 2005), där hon med oro betraktar den accelererande globala miljöförstöringen. Hösten 2010 utkom hennes roman Hotell Hemlängtan som berättar om en ung flickas uppväxt på 1950-talet på Hotell Waldorf i Vasa..

## Priser och utmärkelser
- J. H. Erkkopriset för bästa debutroman 1990[4]
- Längmanska kulturfondens Finlandspris till finlandssvenska författare 2012